# 히포크라테스는 모른다
《히포크라테스는 모른다》(영어: The Hippocratic Myth)는 히포크라테스 선서를 비롯한 의료 윤리와 미국 의료보험 제도에 대해 다루는 책이다. 의료윤리학자 맥스웰 그렉 블록(영어: Maxwell Gregg Bloche)의 2011년 책으로, 조지타운 대학교 하계 저술 기금과 존 사이먼 구겐하임 재단의 지원을 받아 책을 출간했음을 밝히고 있다.
저자는 책을 통해 의학의 변화를 공적인 대화의 장에서 이야기하려고 한다. 여기에는 히포크라테스 선서를 하는 의사 뿐만 아니라 일반인들과 의학을 치료가 아닌 조금 다른 시선에서 바라보는 법률가, 군인, 사업가 등도 참여해야 한다고 본다. 또한 "의료인력들의 신뢰가 위협받는 현실과 개인적 일상과 자유가 국가 권력을 간섭에 얼마나 위태로운 상황에 놓여있는지, 얼마나 넓은 범위의 도덕적 사회적 질문들이 우리 시민들의 정당한 권리와 연관되어 존재하는지에 대해" 경각심을 불러일으키고자 한다. 

## 목차
2장부터 6장까지 한정된 자원을 관리하고 배분하는 의사의 역할을 설명하며 2장은 미국의 의료비가 증가하고 이에 따라 의료계의 이해당사자들이 취하고 있는 행동과 이런 양상에 의해 어떻게 환자들이 고통받는지에 관해서 설명한다. 3장은 구체적으로 어떻게 이런 현상에 대비해 의료 자원을 분배하고 어디까지가 자원을 동원할 한계로 정할 것인지 말하고 있다. 2장과 3장이 한정된 의료 자원에 대해 당사자들이 미시적 관점으로 대처하는 문제와 그것을 거시적 영역으로 편입시키는 해결방안에 대해 설명한다면, 4장과 5장에서는 이 사회적 자원의 분배 문제에 있어 임상적 판단이라는 의학적 필요성이란 개념이 정치, 도덕적으로 얼마나 많은 영향을 받고 잠재적으로 어떤 정치, 도덕적 문제를 가지고 있는지 설명한다. 6장은 환자와 실험 참가자들의 권리를 보호하기 위해 만들어진 고지된 동의 개념을 2장에서 나온 이해당사자들이 비용을 절감하기 위해 어떻게 남용하고 있는지 보여주고 이것이 왜 잘못되었는지 윤리학적인 접근과 과학적인 견해를 동원하여 비판한다.
7장부터 9장까지는 의학이 점점 발달함에 따라 의학이 동원되는 분야가 늘어나고 그와 더불어 의사들의 그런 참여가 히포크라테스적 가치에 어떻게 어긋나는 것인지 비판한다.
7장과 8장에서는 9.11 테러 이후 테러와의 전쟁 동안 이라크의 아부 그라이브, 아프가니스탄, 관타나모만 수용소 그리고 태국 방콕을 비롯한 세계 곳곳의 비밀기지 내에서 억류자들을 대상으로 의학적 견해에 어긋나지 않는 고문을 개발하고 심문하기 위해 의사들이 동원되었던 정황을 설명하고 이에 대한 비판의식을 불러일으키고자 한다. 9장은 의학에 대한 기대가 증가하고 그에 따라 법정이나 공적인 결정에서 의사들이 임상적 판단이나 견해를 보이는 것에 대한 문제의식을 내비친다.